# Lijst van ex-WWE'ers (D-H)
Dit is een lijst van ex-WWE'ers met de beginletters D tot en met H. De huidige werknemers van WWE staan hier niet bij.

## Alumni (D-H)

### D

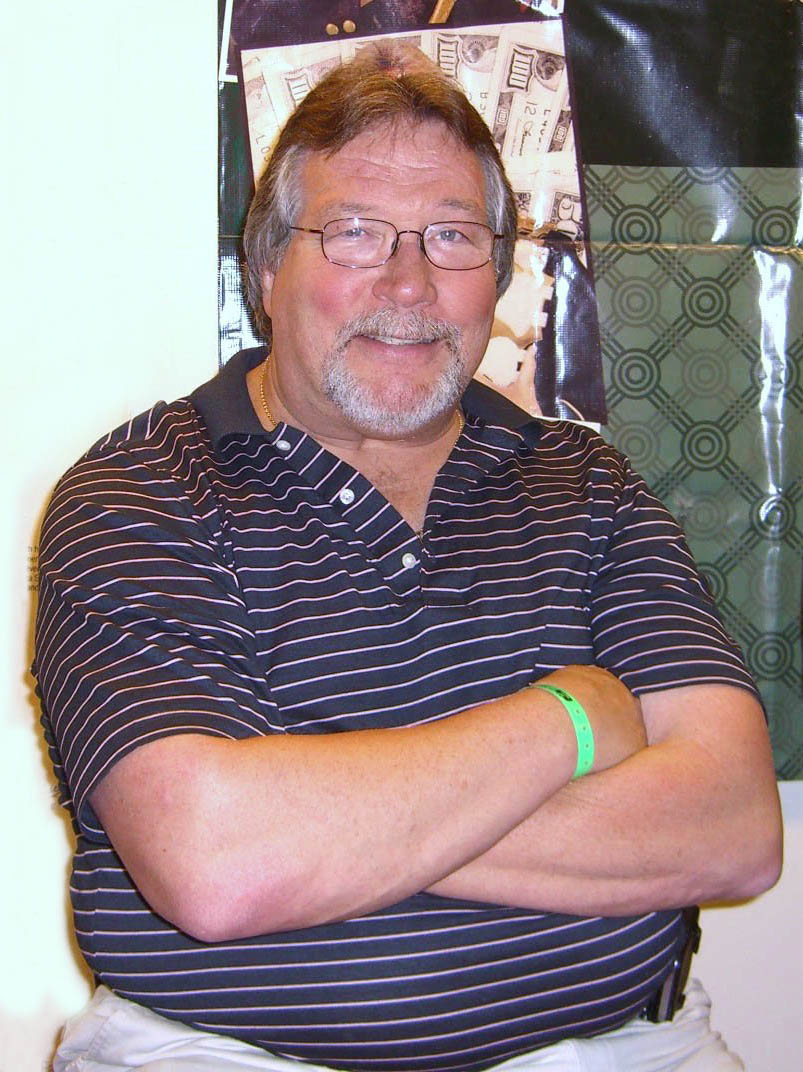
Ted DiBiase in 2010

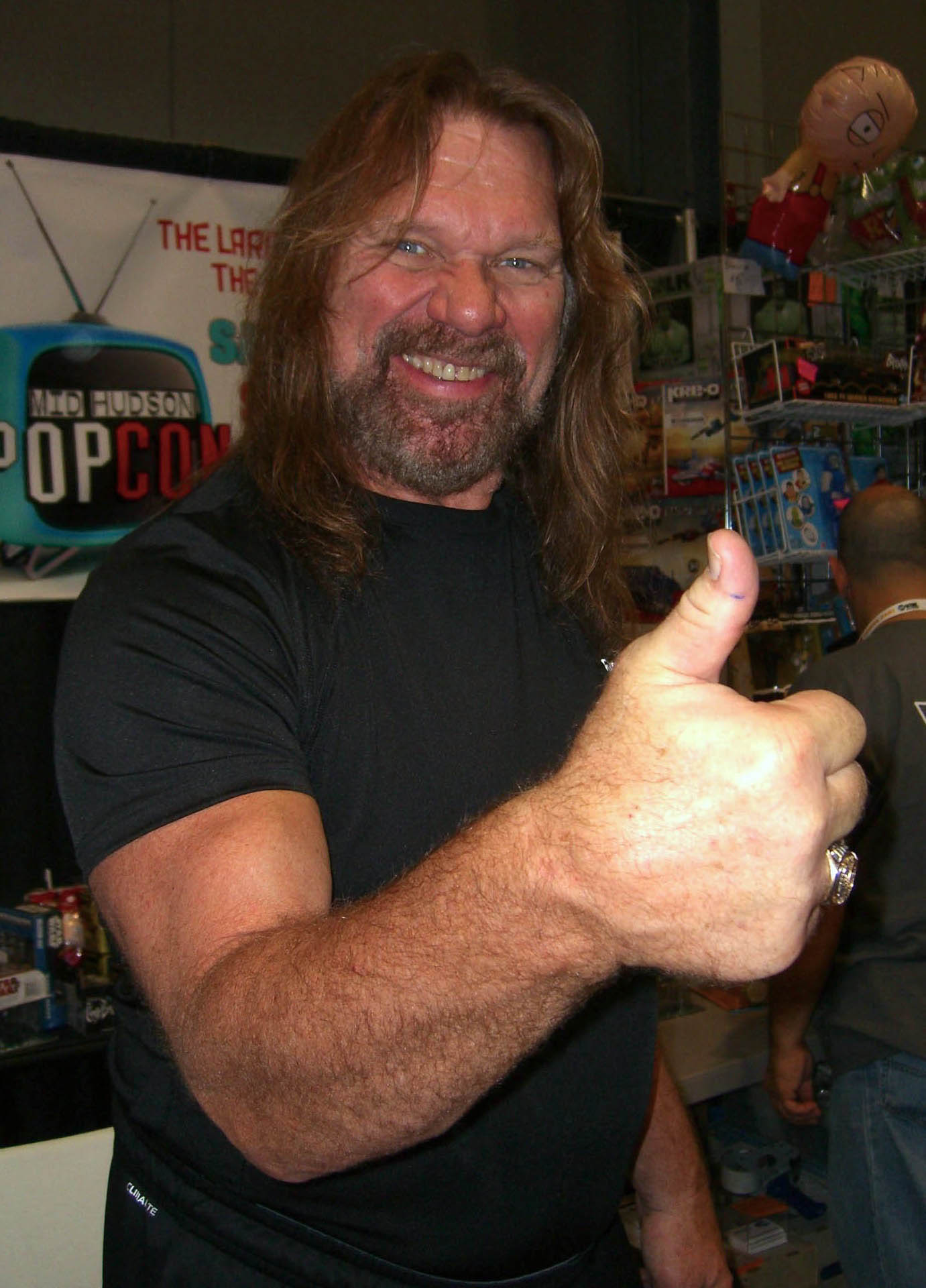
Jim Duggan in 2010

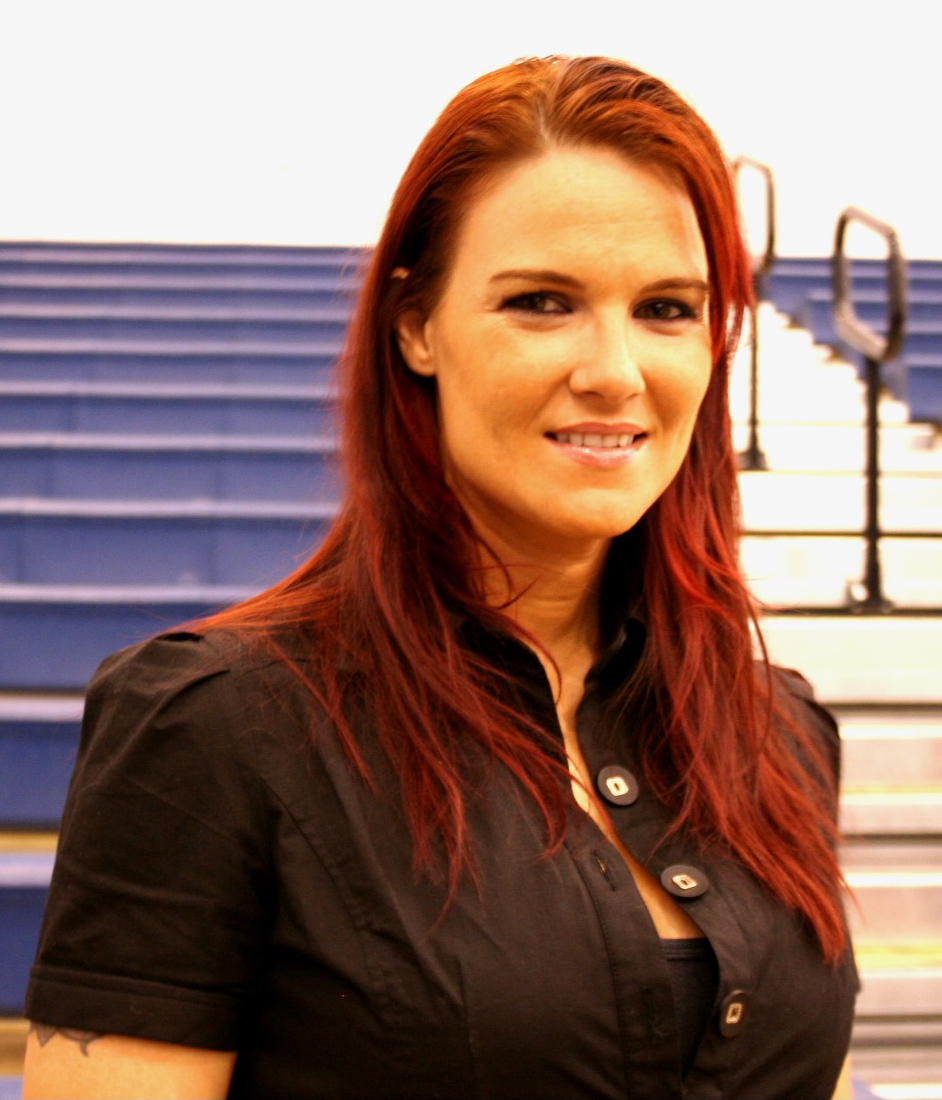
Amy Dumas in 2011

| Naam                | Ring na(a)m(en)                                               | Jaartallen          |
| ------------------- | ------------------------------------------------------------- | ------------------- |
| Shawn Daivari       | Daivari Khosrow Daivari                                       | 20042007            |
| Christopher Daniels | Conquistador Dos                                              | 1998-2001           |
| Billy Darnell       | Billy Darnell                                                 | 1950-1960           |
| Barry Darsow        | Demoliton Smash Repo Man                                      | 1987-1993           |
| Rue DeBona          | Rue DeBona                                                    | 2003-2004           |
| Serena Deeb         | Serena                                                        | 2010                |
| Colin Delaney       | Colin Delaney                                                 | 2007-2008           |
| William DeMott      | Bill DeMott Hugh Morrus                                       | 2001-2004           |
| Dominic DeNucci     | Dominic DeNucci                                               | 1967-1971 1974-1982 |
| Michael DePoli      | Amish Roadkill Antoni Polaski Braddock Roadkill Tony Braddock | 2005-2007           |
| Yuvraj Dhesi        | Tiger Raj Singh Jinder Mahal                                  | 2010-2014           |
| Theodore DiBiase    | "The Million Dollar Man" Ted DiBiase                          | 1987-1993           |
| Ted DiBiase Jr.     | Ted DiBiase                                                   | 2007-2013           |
| Cathy Dingman       | B.B. Barbara Bush                                             | 1999                |
| Nick Dinsmore       | Eugene                                                        | 2001-2009           |
| Rebecca DiPietro    | Rebecca Rebecca DiPietro                                      | 2006-2007           |
| Jack Doan           | Jack Doan                                                     | 1991-2013           |
| Kenneth Doane       | Kenny Kenny Dykstra                                           | 2003-2008           |
| Steve Doll          | Steven Dunn                                                   | 1993-1995           |
| Joseph Dorgan       | Johnny Parisi                                                 | 2001-2003 2005-2006 |
| Kara Drew           | Cherry                                                        | 2008                |
| Mike Droese         | Duke "The Dumpster" Droese                                    | 1994-1996           |
| James Dudley        | James Dudley                                                  | 1950-1960           |
| Jim Duggan          | "Hacksaw" Jim Duggan                                          | 1987-1993 2006-2009 |
| Amy Dumas           | Lita                                                          | 2000-2006           |
| Bobby Duncum sr.    | Bobby Duncum                                                  | 1974-1975 1979-1980 |
| Michael Durham      | Johnny Grunge                                                 | 1999                |

### E

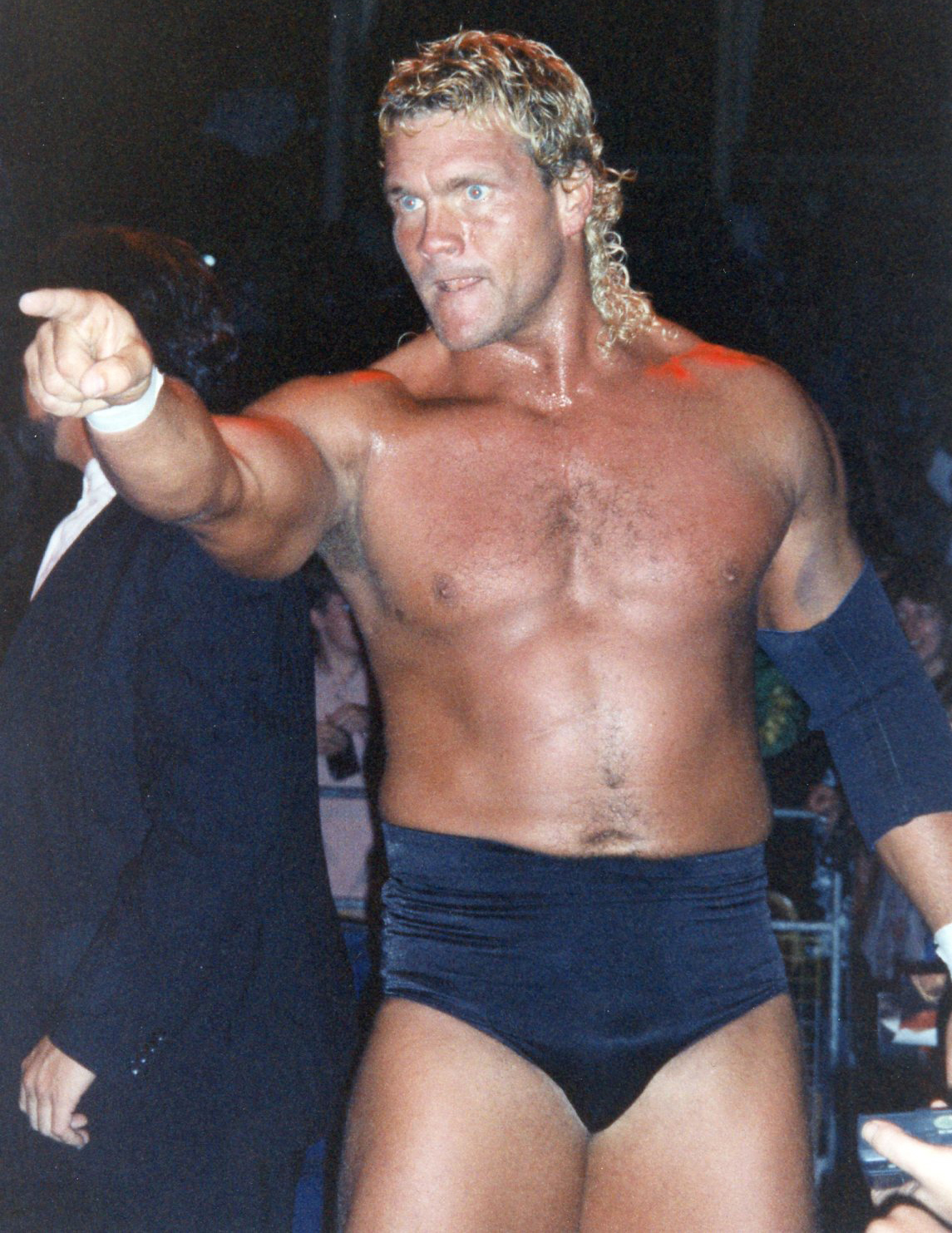
Sid Eudy als Sycho Sid in 1995

| Naam             | Ring na(a)m(en)                                  | Jaartal(len)        |
| ---------------- | ------------------------------------------------ | ------------------- |
| Bill Eadie       | Demolition Ax The Masked Superstar Super Machine | 1983 1990           |
| Conrad Efraim    | S.D. Jones                                       | 1974-1990           |
| Paul Ellering    | Paul Ellering                                    | 1992                |
| Lillian Ellison  | The Fabulous Moolah                              | 1963-1987           |
| Mike Enos        | Blake Beverly                                    | 1991-1993           |
| Jose Estrada Jr. | Jose Estrada Jr.                                 | 1997-1998           |
| Jose Estrada Sr. | Jose Estrada                                     | 1988-1989           |
| Kristin Eubanks  | Krissy Vaine                                     | 2006-2007           |
| Sid Eudy         | Sid Sid Justice Sycho Sid                        | 1991-1992 1995-1997 |
| Lance Evers      | Lance Storm                                      | 2001-2005           |

### F

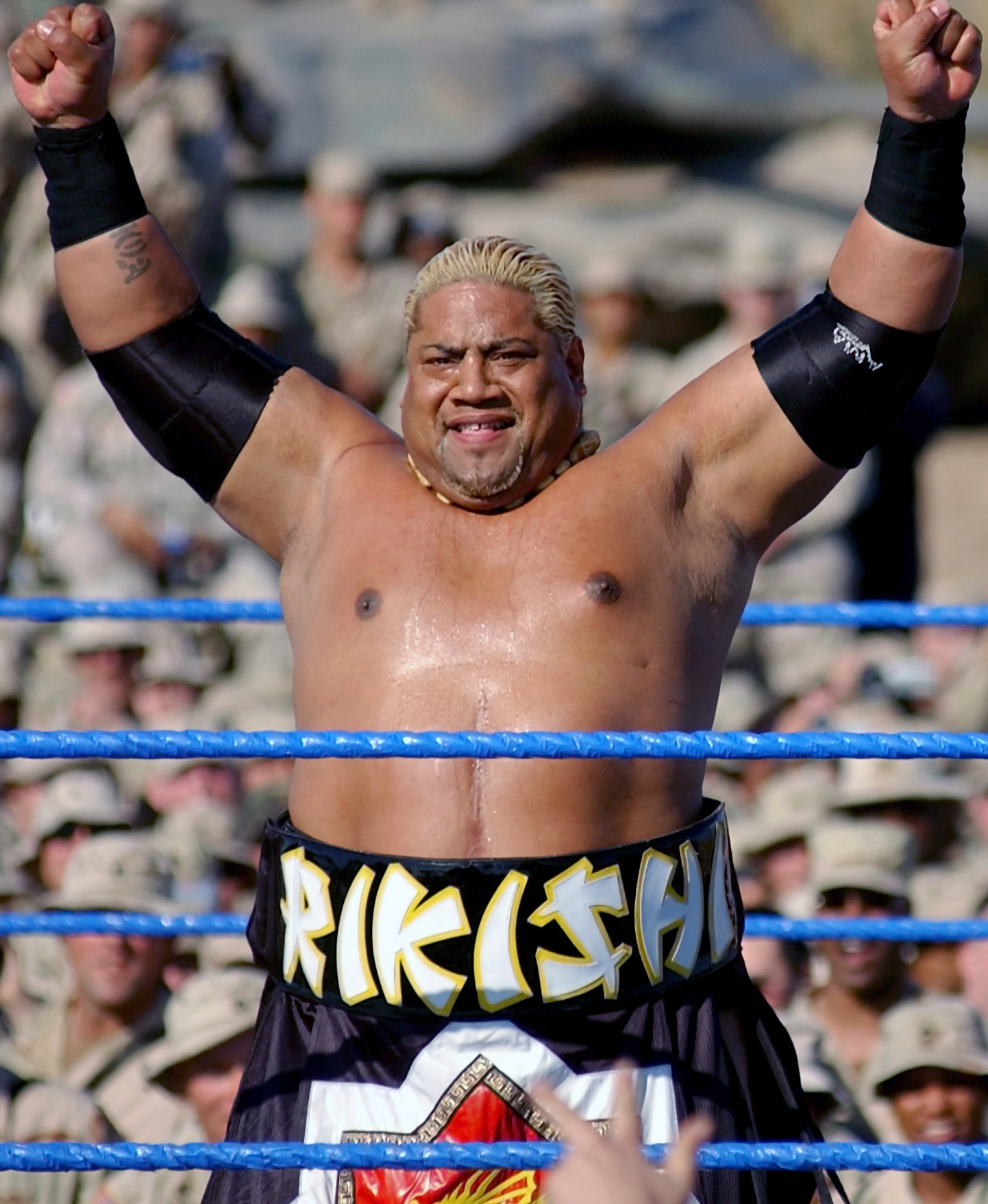
Solofa Fatu als Rikishi in 2003

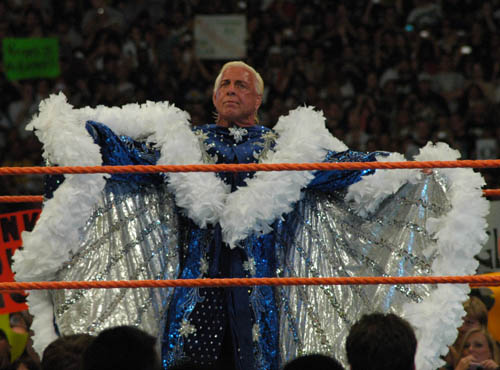
Ric Flair in 2008

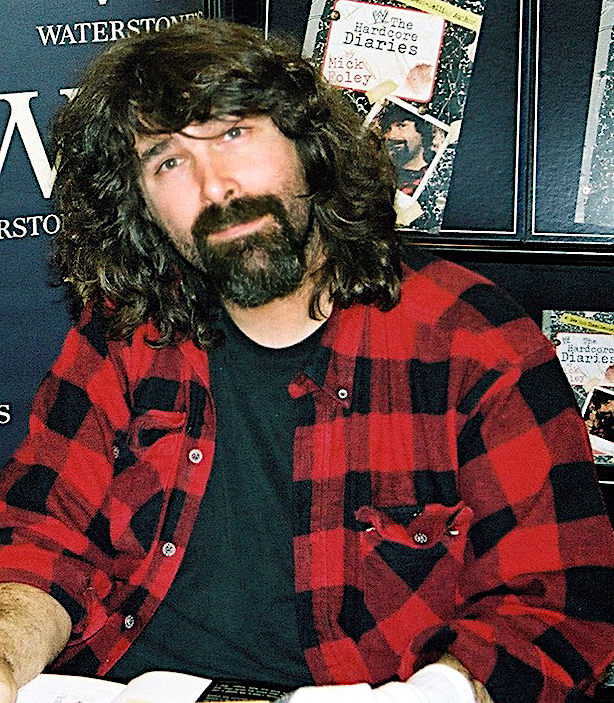
Mick Foley in 2007

| Naam               | Ring na(a)m(en)                                        | Jaartal(len)                    |
| ------------------ | ------------------------------------------------------ | ------------------------------- |
| Page Falkinburg    | Diamond Dallas Page                                    | 2001-2002                       |
| James Fanning      | Jimmy Valiant                                          | 1971-1975 1978-1983             |
| Ed Farhat          | The Sheik                                              | 1965-1969 1974                  |
| Roy Wayne Farris   | The Honky Tonk Man                                     | 1986-1990                       |
| Eddie Fatu         | Jamal Umaga                                            | 2001-2003 2006-2009             |
| Sam Fatu           | The Tonga kid Tama                                     | 1983-1988 1993-1994             |
| Solofa Fatu        | Fatu Rikishi Rikishi Phatu The Sultan                  | 1992-2004                       |
| Ray Fernandez      | Hercules Hercules Hernandez                            | 1986-1992                       |
| Kevin Fertig       | 7even Kevin Thorn Mordecai Seven The Vampire Vengeance | 2002-2009                       |
| Tevita Fifita      | \ (2009-2014)                                          |                                 |
| Tonga Fifita       | Haku King Haku King Tonga                              | 1985-1991                       |
| Stephanie Finochio | Trinity                                                | 2006-2007                       |
| David Fliehr       | David Flair                                            | 2001-2002                       |
| Richard Fliehr     | Ric Flair                                              | 1991-1993 2002-2009             |
| Mick Foley         | Cactus Jack Dude Love Mankind Mick Foley               | 1996-2000 2004-2008             |
| Chad Fortune       | Travis                                                 | 1995-1996                       |
| Francine Fournier  | Francine                                               | 2006                            |
| Keith Franke       | Adrian Adonis                                          | 1984-1987                       |
| Nelson Frazier Jr. | (King) Mabel Viscera Big Daddy V                       | 1993-1996 1999-2000 2004-2008   |
| Stan Frazier       | Uncle Elmer                                            | 1985-1986                       |
| Tatsumi Fujinami   | Tatsumi Fujinami                                       | 1978-1985                       |
| Harry Fujiwara     | Mr. Fuji                                               | 1972-1975 1977-1978 1981 - 1992 |
| Robert Fuller      | Tennessee Lee                                          | 1998                            |
| Jim Fullington     | The Sandman                                            | 2006-2007                       |
| Shoichi Funaki     | Funaki Kung Fu Naki Sho Funaki                         | 1998-2010                       |
| Dory Funk Jr.      | Hoss Funk                                              | 1986                            |
| Terry Funk         | Terry Funk Chainshaw Charlie                           | 1985-1986 1998                  |
| Doug Furnas        | Doug Furnas                                            | 1996-1997                       |

### G

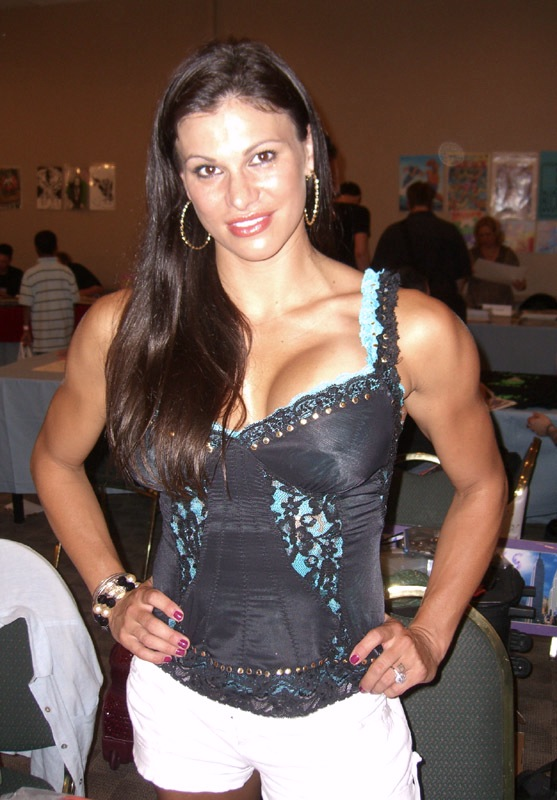
Jackie Gayda in 2009

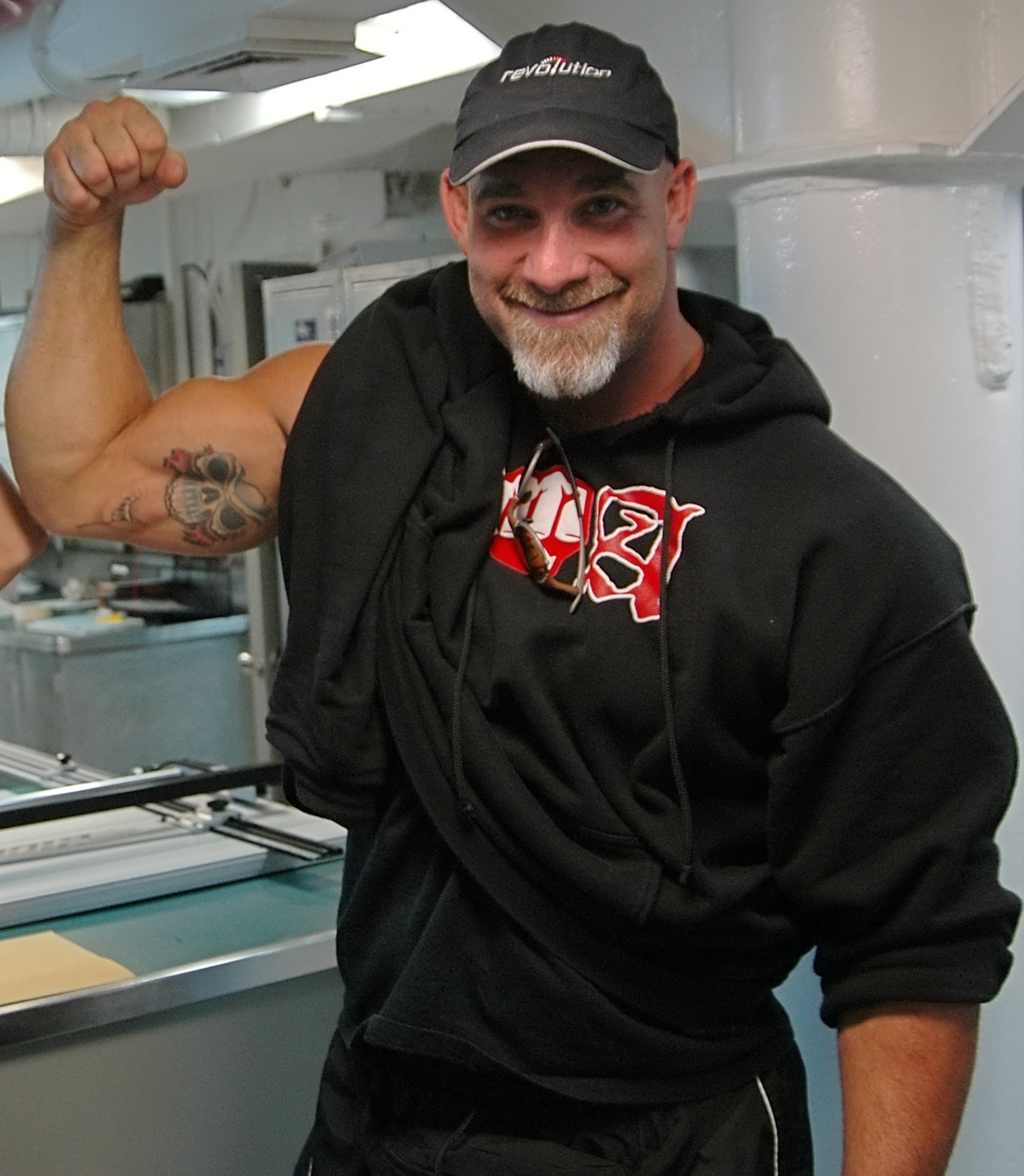
Bill Goldberg in 2006

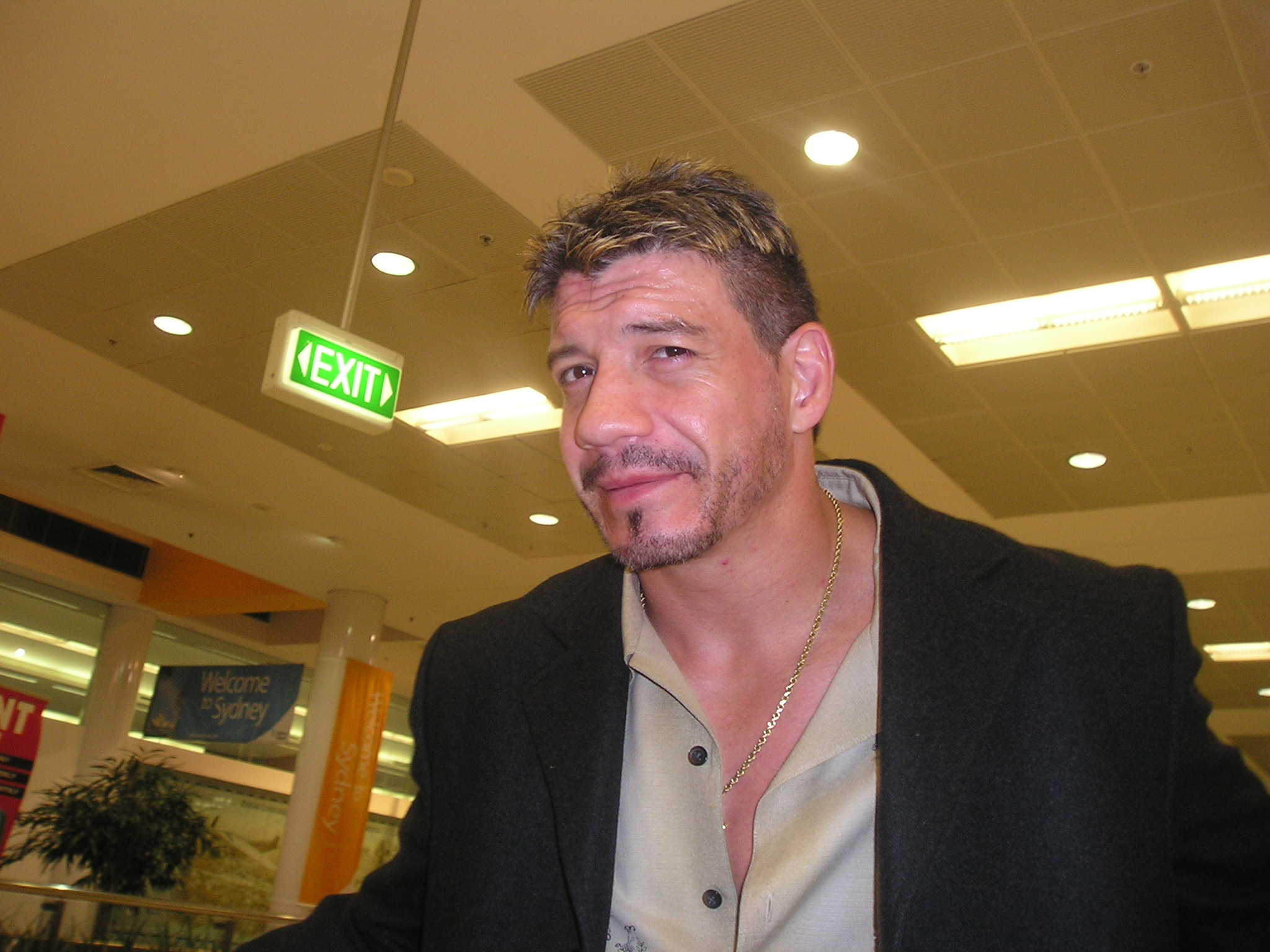
Eddie Guerrero in 2008

| Naam                  | Ring na(a)m(en)                              | Jaartal(len)                            |
| --------------------- | -------------------------------------------- | --------------------------------------- |
| Jean Gagné            | Frenchy Martin                               | 1985-1990                               |
| Drew Samuel Galloway  | Drew McIntyre                                | 2009-2014                               |
| Scott Garland         | Scott Taylor Scotty 2 Hotty Scotty Too Hotty | 1991-2007                               |
| Shad Gaspard          | Shad                                         | 2003-2010                               |
| Peter Gasperino       | Pete Gas                                     | 2000                                    |
| Jackie Gayda          | Miss Jackie                                  | 2002-2005                               |
| Terry Gerin           | Rhyno Terry Richards                         | 2001 2003-2005                          |
| Eddie Gilbert         | "Hot Stuff" Eddie Gilbert                    | 1982-1984                               |
| James Gibson          | Jamie Noble                                  | 2002-2009                               |
| Duane Gill            | Gillberg                                     | 1990-1995 1998-2000                     |
| Joy Giovanni          | Joy Giovanni                                 | 2009                                    |
| Claude Giroux         | Dink the Clown Little Hulkster Macho Midget  | 1982-1984 1992-1995                     |
| Lionel Giroux         | Little Beaver                                | 1982-1984 1992-1995                     |
| Richard Gland         | Dick "The Bulldog" Brower                    | 1966-1971 1978-1982                     |
| René Goguen           | Rene Dupree                                  | 2002-2007                               |
| Bill Goldberg         | Bill Goldberg                                | 2003-2004                               |
| Jorge González        | Giant Gonzales                               | 1993                                    |
| Luther Goodall        | Luther Lindsay                               | 1967                                    |
| Frank Goodish         | Bruisher Brody                               | 1967-1977                               |
| Ray Gordy             | Jesse Slam Master J Jesse Dalton             | 2004 - 2010                             |
| Terry Gordy           | The Executioner Terry "Bam Bam" Gordy        | 1984 1996-1997                          |
| Edward Gossett        | Eddie Graham                                 | 1959-1960 1964-1965 1970-1973           |
| Zach Gowen            | Zach Gowen                                   | 2003                                    |
| Billy Graham          | "Superstar" Billy Graham                     | 1975-1978 1982-1983 1987-1990 2007-2009 |
| Derek Graham-Couch    | Robbie McAllister                            | 2004-2008                               |
| George Gray           | Akeem One Man Gang                           | 1987-1990                               |
| Rena Greek            | Sable                                        | 1998-2004                               |
| Nora Greenwald        | Mighty Holly Molly Holly                     | 2000-2005                               |
| Sylvain Grenier       | Sylvan Sylvain Grenier                       | 2003-2007                               |
| Vic Grimes            | Key                                          | 1998-1999                               |
| Todd Grisham          | Todd Grisham                                 | 2004-2011                               |
| Peter Gruner          | Billy Kidman                                 | 2001-2005                               |
| Nidia Guenard         | Nidia                                        | 2001-2004                               |
| Eddie Guerrero        | Eddie Guerrero                               | 2000-2005‡                              |
| Salvador Guerrero III | Chavo Guerrero (jr.)                         | 2001-2011                               |
| Salvador Guerrero     | Chavo Classic Chavo Gueerero sr.             | 1987 2004                               |

### H

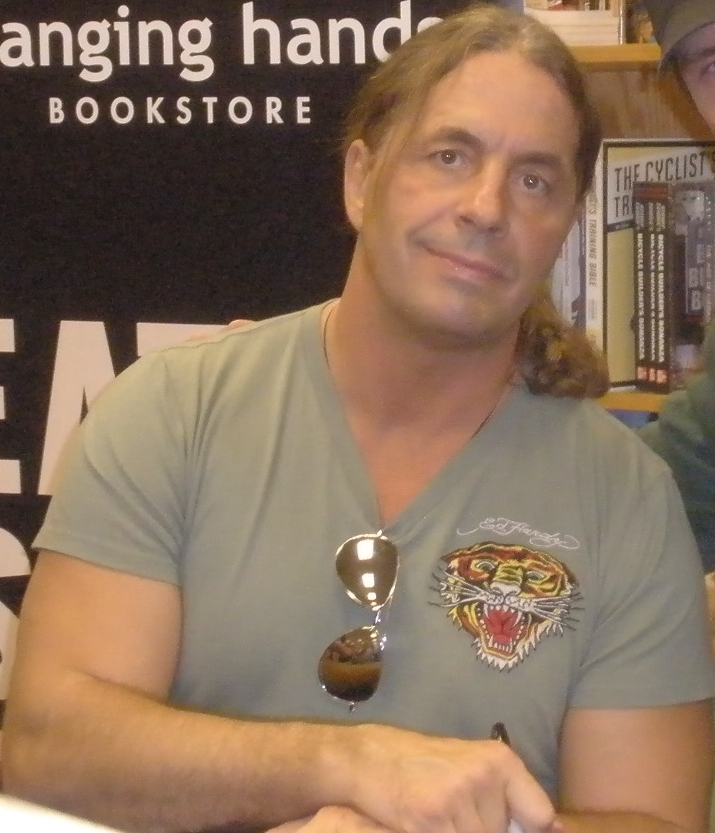
Bret Hart in 2010

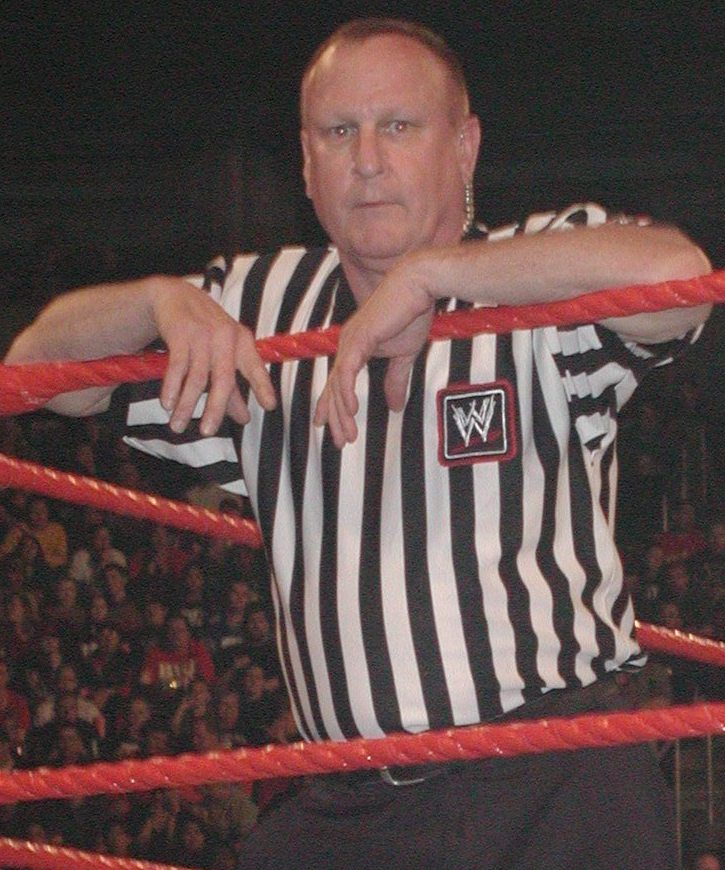
Earl Hebner in 2003

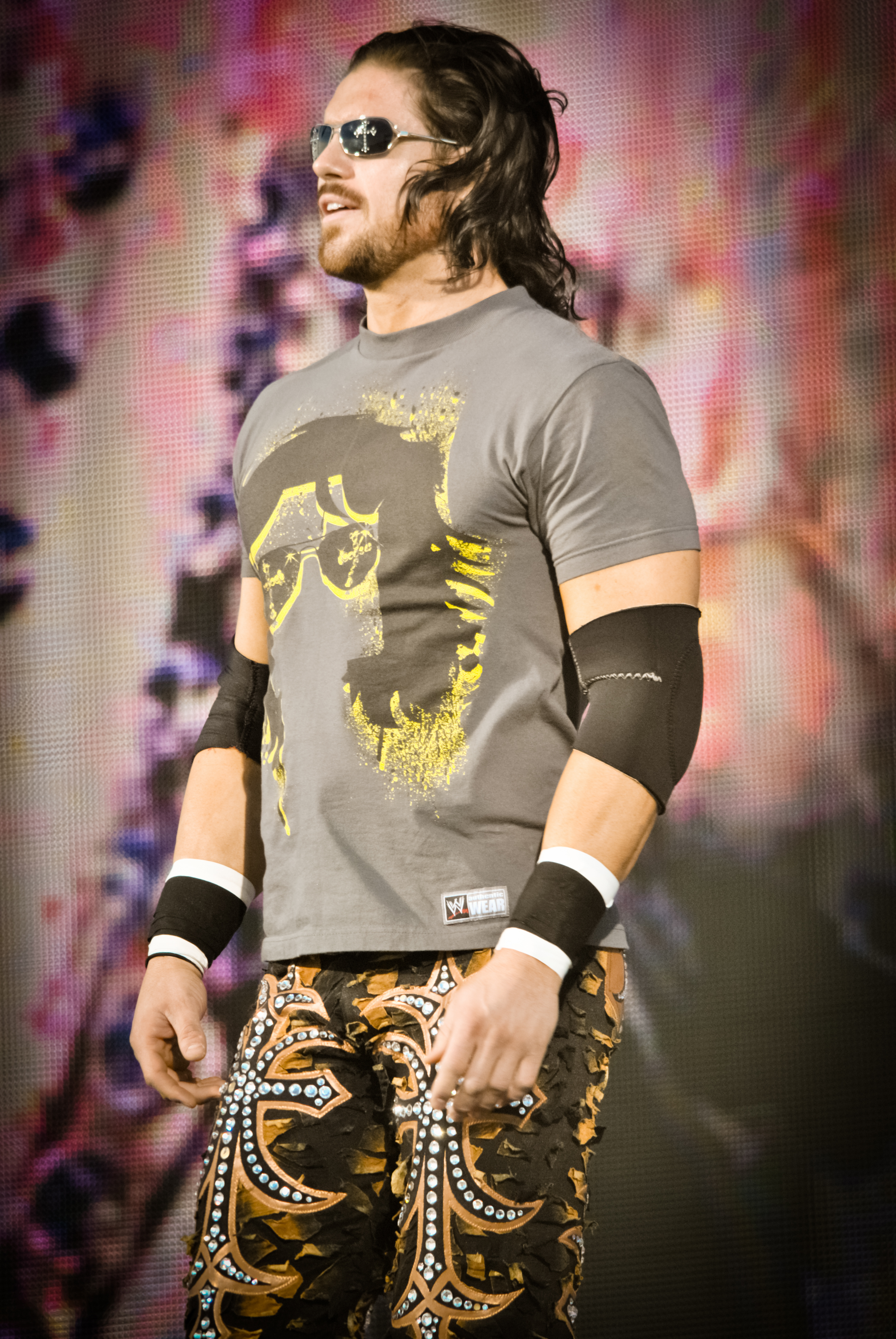
John Hennigan in 2010

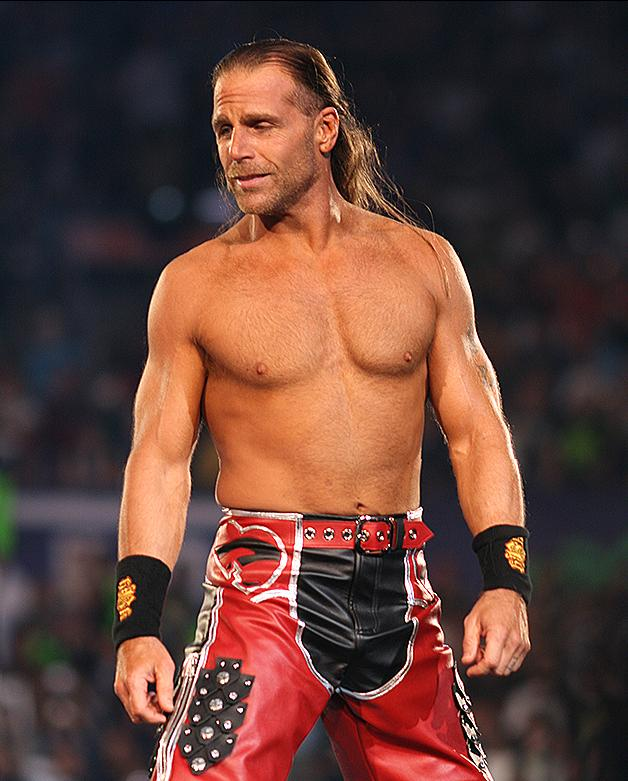
Michael Hickenbottom als Shawn Michaels in 2008

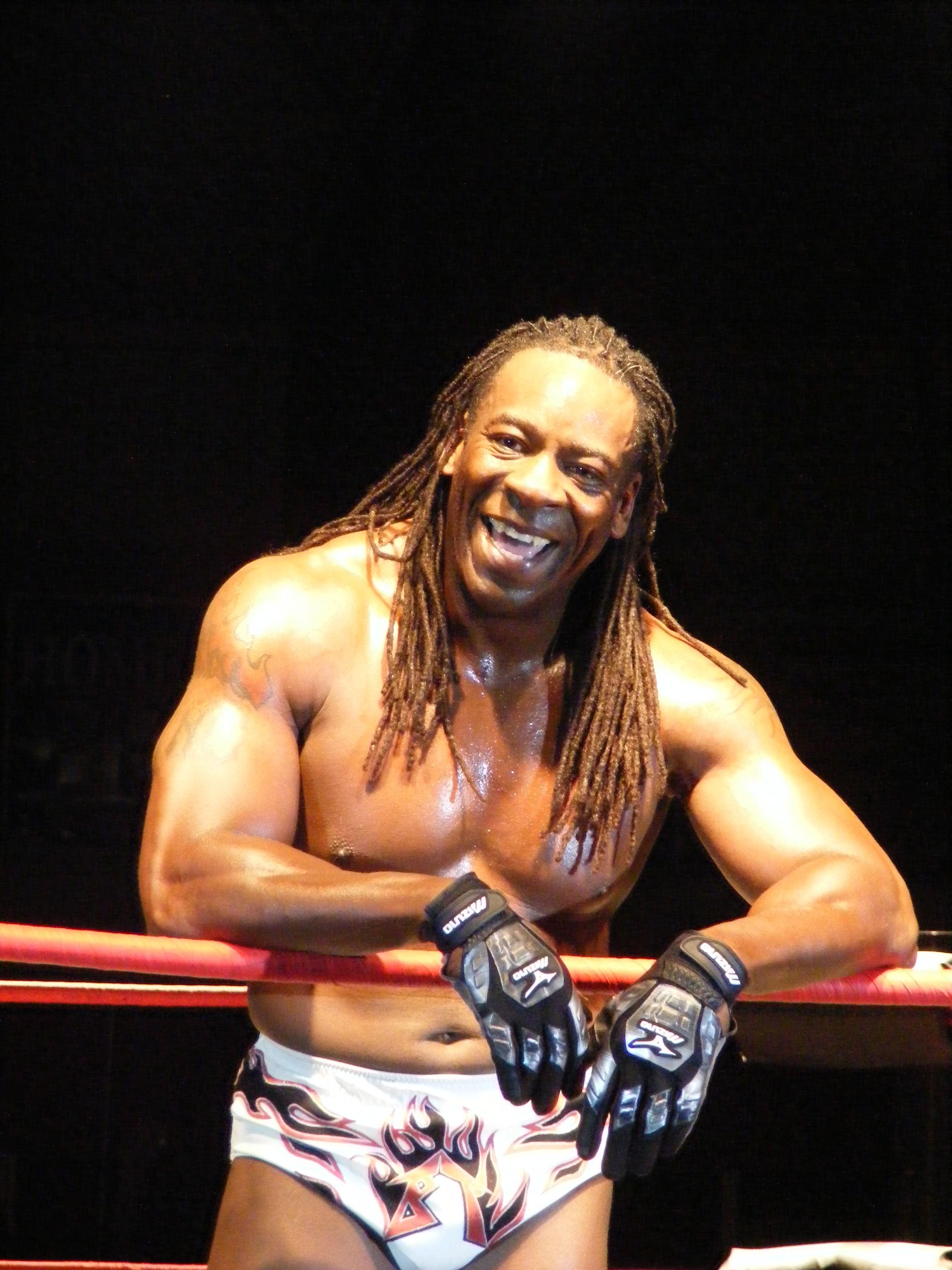
Booker Huffman als Booker T in 2010

| Naam                              | Ring na(a)m(en)                                                                    | Jaartal(len)             |
| --------------------------------- | ---------------------------------------------------------------------------------- | ------------------------ |
| Charlie Haas                      | Charlie Haas                                                                       | 2002-2005 2006-2010      |
| Jillian Hall                      | Jillian Hall Jillian                                                               | 2005-2010                |
| Scott Hall                        | Scott Hall Razor Ramon                                                             | 1992-1995 2002           |
| Mike Hallick                      | Mantaur Tank                                                                       | 1994-1995                |
| Tony Halme                        | Ludvig Borga                                                                       | 1993-1994                |
| Rafael Halperin                   | Rafael Halperin                                                                    | jaren 1950               |
| Nick Hamilton                     | Nick Patrick                                                                       | 2001                     |
| Drew Hankinson                    | Festus Luke Gallows                                                                | 2005-2010                |
| Ib Solvang Hansen                 | Eric the red                                                                       | 1969-1970                |
| Stan Hansen                       | Stan Hansen                                                                        | 1967-1977 1980-1983      |
| Jeff Hardy                        | Jeff Hardy                                                                         | 1994-2003 2006-2009      |
| Matt Hardy                        | Matt Hardy                                                                         | 1994-2010                |
| Chris Harris                      | Braden Walker                                                                      | 2008                     |
| Don Harris                        | 8-Ball Don Harris Jacob Blu Jared Grimm                                            | 1995-1998                |
| Houston Harris                    | Bobo Brazil                                                                        | 1963-1973 1976-1978 1984 |
| James Harris                      | Kamala                                                                             | 1984 1986-1987 1992-1993 |
| Rick Harris                       | Black Bart                                                                         | 1990-1991                |
| Ron Harris                        | Eli Blu Jason Grimm Ron Harris Skull                                               | 1995-1999                |
| Bret Hart                         | Bret Hart                                                                          | 1984-1997                |
| Bruce Hart                        | Bruce Hart                                                                         | 1993                     |
| Jimmy Hart                        | Jimmy Hart                                                                         | 1986                     |
| Keith Hart                        | Keith Hart                                                                         | 1993                     |
| Owen Hart                         | The Blue Blazer Owen Hart                                                          | 1986-1999‡               |
| Kaz Hayashi                       | Kaz Hayashi Shiryu                                                                 | 2001                     |
| Alfred Hayes                      | Lord Alfred Hayes                                                                  | jaren 1970               |
| William Haynes jr.                | Billy Jack Haynes                                                                  | 1986-1988                |
| David Heath                       | Gangrel                                                                            | 1993-1995 1998-2000      |
| Earl Hebner                       | Earl Hebner                                                                        | 1989-2005                |
| Raymond Heenan                    | Bobby Heenan                                                                       | 1984-1991                |
| Laurence Heffernan                | Roy Heffernan                                                                      | 1960-1961 1963-1964      |
| Brian Heffron                     | Blue Meanie                                                                        | 1998-1999                |
| Michael Hegstrand                 | Hawk Road Warrior Hawk                                                             | 1990-1992 1997-1999      |
| Jon Heidenreich                   | Heidenreich                                                                        | 2003-2006                |
| James Hellwig                     | Warrior The Ultimate Warrior Dingo Warrior Blade Runner Rock Jim "Justice" Hellwig | 1985 - 1998              |
| Gregory Helms                     | Gregory Helms Hurricane Helms The Hurricane                                        | 2001-2010                |
| Christy Hemme                     | Christy Hemme                                                                      | 2004-2005                |
| Curt Hennig                       | Curt Hennig Mr. Perfect                                                            | 1988-1993 2002           |
| Larry Hennig                      | Larry Hennig                                                                       | 1973-1974                |
| John Hennigan                     | Johnny Nitro John Morrison                                                         | 2003-2011                |
| Mickie Henson                     | Mickie Henson Mickie Jay                                                           | 1992-1993                |
| Ronald Herd                       | "Outlow" Ron Bass                                                                  | 1987-1989                |
| Eduardo Aníbal González Hernández | Juventud Juventud Guerrera                                                         | 2005-2006                |
| Michael Hettinga                  | Mike Knox                                                                          | 2005-2010                |
| Melissa Hiatt                     | Missy Hyatt                                                                        | 1987                     |
| Michael Hickenbottom              | Shawn Michaels                                                                     | 1988-2010                |
| Dean Higuchi                      | Dean Ho                                                                            | 1973-1975                |
| John Hill                         | Jerry Valiant                                                                      | 1978-1979 1984-1988      |
| James Hines                       | Bobby Fulton                                                                       | 1979                     |
| Joseph Hitchen                    | Just Joe                                                                           | 1999-2001                |
| Daniel Hollie                     | Danny Basham                                                                       | 2000-2006                |
| Robert Horne                      | Mo                                                                                 | 1992-1997                |
| Barry Horowitz                    | Barry Horowitz                                                                     | 1981-1983 1987-1997      |
| Malia Hosaka                      | Malia Hosaka                                                                       | 1999                     |
| Robert Howard                     | Bob Holly Bombastic Holly Hardcore Holly Thurman "Spark" Plugg                     | 1994-2009                |
| Lance Hoyt                        | Vance Archer                                                                       | 2009-2010                |
| Booker Huffman                    | Booker T King Booker                                                               | 2001-2007                |
| Maven Huffman                     | Maven                                                                              | 2001-2005                |
| John Hugger                       | Johnny Stamboli                                                                    | 2001-2004                |
| Curtis Hughes                     | Mr. Hughes                                                                         | 1993 1999                |
| Devon Hughes                      | D-Von Dudley Reverend D-Von                                                        | 1999-2005                |
| Elizabeth Hulette                 | Miss Elizabeth                                                                     | 1985-1992                |
| Michael Hutter                    | Derrick Bateman                                                                    | 2011-2013                |
| Matt Hyson                        | Spike Dudley                                                                       | 2001-2005                |